# Стів Гайвей
Стів Гайвей (англ. Steve Heighway, нар. 25 листопада 1947, Дублін) — ірландський футболіст, що грав на позиції флангового півзахисника, зокрема за «Ліверпуль» та національну збірну Ірландії.
П'ятиразовий чемпіон Англії. Володар Кубка Англії. Володар Кубка англійської ліги. Чотириразовий володар Суперкубка Англії з футболу. Триразовий володар Кубка чемпіонів УЄФА. Дворазовий володар Кубка УЄФА. Володар Суперкубка УЄФА.

## Клубна кар'єра
Народився 25 листопада 1947 року в Дубліні. Вихованець футбольної школи «Скелмерсдейл Юнайтед».
У дорослому футболі дебютував 1970 року виступами за команду «Ліверпуль», в якій провів одинадцять сезонів, взявши участь у 329 матчах чемпіонату. Більшість часу, проведеного у складі «Ліверпуля», був основним гравцем команди. За цей час п'ять разів виборював титул чемпіона Англії, ставав володарем Кубка Англії, володарем Кубка англійської ліги, володарем Суперкубка Англії з футболу (чотири рази), володарем Кубка чемпіонів УЄФА (тричі), володарем Кубка УЄФА (двічі), володарем Суперкубка УЄФА.
Завершив ігрову кар'єру у команді «Міннесота Кікс», за яку виступав протягом 1981 року.

## Виступи за збірну
У 1971 році дебютував в офіційних матчах у складі національної збірної Ірландії.
Загалом протягом кар'єри в національній команді, яка тривала 12 років, провів у її формі 34 матчі.

## Титули і досягнення
- Чемпіон Англії (5):

«Ліверпуль»: 1972-1973, 1975-1976, 1976-1977, 1978-1979, 1979-1980
- Володар Кубка Англії (1):

«Ліверпуль»: 1973-1974
- Володар Кубка англійської ліги (1):

«Ліверпуль»: 1980-1981
- Володар Суперкубка Англії з футболу (4):

«Ліверпуль»: 1974, 1976, 1977, 1979
- Володар Кубка чемпіонів УЄФА (3):

«Ліверпуль»: 1976-1977, 1977-1978, 1980-1981
- Володар Кубка УЄФА (2):

«Ліверпуль»: 1972-1973, 1975-1976
- Володар Суперкубка УЄФА (1):

«Ліверпуль»: 1977